# ممنوع في ليلة الدخلة (فلم)
ممنوع في ليلة الدخلة هو فيلم كوميدي مصري من إنتاج عام 1975، بطولة عادل إمام وسهير رمزي ومحمد رضا ونبيلة السيد.

## قصة الفيلم
تعترض ظريفة على زواج ابنتها منى (سهير رمزي) من تحسين (عادل إمام) لرغبتها في زواج ابنتها من أحد الأثرياء، بعكس الأب (عاشور) الذي يبارك الزيجة. تموت ظريفة ويتفق عاشور مع منى على موعد لزواجهما، تظهر روح ظريفة لهم وتهددهم بعدم إتمام الزواج. يحتارون فيذهبون إلى أحد محضري الأرواح الذي ينصحهم بظهور شخصية أخرى كانت تخشى منها ظريفة لكى تخلصهم منها، فيقع اختيار عاشور على والدته لتقع العديد من المفارقات الكوميدية بينهما.

## طاقم التمثيل
- عادل إمام: تحسين
- سهير رمزي: منى
- محمد رضا: المعلم عاشور
- نبيلة السيد: ظريفة
- سمير غانم: خميس
- جورج سيدهم: لولا- فتاة ليل
- توفيق الدقن: المشعوذ
- شفيق جلال: المطرب
- نجوى فؤاد: زوبة
- وحيد سيف: الدكتور
- أسامة عباس: مدير الفندق وليم
- سيف الله مختار: صبي المعلم عاشور
- فادية عكاشة: فتاة التجربة
- نعيمة الصغير: حفيظة أم تحسين
- عدلي كاسب: مدير المدرسة
- عبد المنعم بسيوني
- جلال المصري
- أميرة
- فيفي عبده: راقصة
- نيللي: راقصة
- نجوى سلطان: راقصة

## فريق العمل
- إخراج: حسن الصيفي
- تأليف: فاروق صبري
- إنتاج: اوسكار فيلم
- توزيع: أفلام صوت الفن
- مونتاج: فكري رستم
- مدير التصوير: وحيد فريد، محمود نصر، كمال كريم

## الأغاني
- تأليف: فتحي قورة
- ألحان: منير مراد، حلمي بكر

## وصلات خارجية
- مقالات تستعمل روابط فنية بلا صلة مع ويكي بيانات
- صفحة الفيلم على موقع السينما